# 매사추세츠족
매사추세츠족(Massachusett)은 미국 인디언의 한 부족으로, 미국 동부 매사추세츠주의 오늘날 보스턴 도시권에 해당하는 지역 등지에 살았다. 매사추세츠주 이름은 매사추세츠 족의 말로 ‘큰 언덕’을 의미한다. 알곤킨 어족에 속하고, 말은 내러갠셋 족과 왐파노아그 족의 말과 비슷하다. 숲에서 사냥을 하고 옥수수나 콩이나 담배 등을 재배하면서 살고 있었다. 찰스 강 인근의 계곡과 매사추세츠 동부 보스턴을 포함한 교외에 살고 있었다.

## 역사
보스턴 만에 20개 마을을 형성하여 3,000여명이 살고 있었다. 미개했지만, 뉴잉글랜드 땅에 약간의 유럽 사람들이 방문하고 있었으며, 1497년에 존 캐벗이 뉴잉글랜드 해안을 탐사했다. 1614년 존 스미스도 방문했지만, 이 땅에 살았던 매사추세츠 족은 1614년에서 1617년까지 재앙을 당했다. 우선 전염병에 시달렸고, 그리고 부근 북동부에서 온 다른 부족이 매사추세츠 부락들을 공격하여 1600년경에 3,000여명이 있던 부족민 대부분이 죽고 매사추세츠 족의 인구는 크게 감소했다. 영국에서 온 청교도 필그림 파더스가 1620년에 보스턴 만에 도착했을 때, 매사추세츠 족의 수는 불과 500명으로 많은 매사추세츠 부락이 괴멸되었다. 1629년에 필그림 청교도들이 첫 정착지로 플리머스의 취락을 형성했을 때, 살아남은 500명의 매사추세츠 족이 인접한 지역에 남아 살았을 뿐이다. 필그림과의 접촉은 부족의 비극이었다. 1633년에 유럽에서 들어온 천연두가 퍼져 더 많은 부족민들의 생명이 사라졌다.
이후 매사추세츠 만 식민지 로쿠스보로 선교사 존 엘리엇이 구약 ‘모세 다섯 책’을 본떠 ‘기도하는 마을’이라는 공동체를 만들고, 매사추세츠 족에 선교를 시작했다. 그 과정에서, 알콘킨어 번역 성경을 만들었다. 매사추세츠 족의 전통은 바로 사라졌다. 다른 부족에서 개종한 사람은 이 기독교 공동체에 두고 1640년까지, 매사추세츠 족은 다른 부족으로 존재하는 것을 그만 두었다. 그러나 모호크 족 등과의 부족 간 분쟁은 끊이지 않았다.
1675년에 왐파노아그 족의 ‘필립 왕’ 메타코멧 추장이 청교도들에 반발해서 일으킨 필립 왕 전쟁이 일어났을 때, 메타 코멧 추장의 반란에 참여했지만, 엘리엇과 개종한 부족민들은 마을로 도망쳤다. 그 중에 매사추세츠 족도 있었고, 결국 백인의 편을 드는 것을 선택했다. 반란을 거부했기 때문에, 반란에 가담한 지파로부터 경멸을 받았고, 매사추세츠 족은 청교도를 도왔다. 그러나 청교도들은 그들을 스파이로 몰아서, 그리고 매사추세츠 족은 다른 기독교로 개종한 부족들과 함께 보스턴 항구 근처의 섬에 감금되어 그곳에서 학살된다. 많은 사람이 죽었지만, 필립 왕 전쟁이 끝난 후, 14개 마을 중 7개 마을, 300명만 살아남았다.
미국 독립 전쟁에서 보스턴 학살의 최초의 희생자가 된 크리퍼스 어턱스는 모계로 매사추세츠 족이었고, 아버지는 흑인 노예였다.

## 1809년 이후
1869년 매사추세츠는 인디언 참정법(Indian Enfranchisment Act)을 통과시켰다. 이것은 매사추세츠 인디언들에게 국가로서의 지위를 박탈하고, 매사추세츠 시민으로서의 권리를 부여하는 것이었다.
기도하는 마을(주변 호수의 이름을 따서 폰카포아그로 불리기도 함)은 캔턴과 내틱에 설립되었고, 그리고 브락턴에서도 매사추세츠 부족이라고 밝힌 사람들의 공동체가 계속되고 있다.

## 같이 보기
- 매사추세츠어